# Baix Llobregat
Baix Llobregat (spanyolul Bajo Llobregat) járás (comarca Katalóniában, Barcelona tartományban. Baix Llobregat Anoia, Alt Penedès, Garraf, Barcelonès, Vallès Occidental és Bages comarcákkal határos.

## Települések
A települések utáni szám a népességet mutatja. Az adatok 2002 szerintiek.
- Abrera - 9 166
- Begues - 5 023
- Castelldefels - 52 405
- Castellví de Rosanes - 1 281
- Cervelló - 6 848
- Collbató - 2 752
- Corbera de Llobregat - 10 903
- Cornellà de Llobregat - 82 817
- Esparreguera - 19 403
- Esplugues de Llobregat - 46 447
- Gavà - 42 304
- Martorell - 24 549
- Molins de Rei - 21 958
- Olesa de Montserrat - 19 800
- Pallejà - 10 544
- La Palma de Cervelló - 2 898
- El Papiol - 3 518
- El Prat de Llobregat - 63 312
- Sant Andreu de la Barca - 23 307
- Sant Boi de Llobregat - 80 738
- Sant Climent de Llobregat - 3 233
- Sant Esteve Sesrovires - 5 783
- Sant Feliu de Llobregat - 41 543
- Sant Joan Despí - 31 438 (2005)
- Sant Just Desvern - 14 809
- Sant Vicenç dels Horts - 26 008
- Santa Coloma de Cervelló - 6 212
- Torrelles de Llobregat - 4 115
- Vallirana - 11 110
- Viladecans - 59 343